# 火精劍
火精劍是中國唐朝的冷兵器，乃是大林國上貢給唐德宗的寶劍。

## 記載
根據唐朝文人蘇鶚所寫的《杜陽雜編》記載，火精劍乃建中二年，大林國所貢云。其國有山方數百里，出神鐵。其山有瘴毒，不可輕為採取。若中國之君有道，神鐵即自流溢，鍊之為劍，必多靈異。其劍之光如電，切金玉如泥。以朽木磨之，則生煙燄；以金石撃之，則火光流起。上始於行在，無藥餌以備將士金瘡。時有禆將為流矢所中，上碎琥珀匣以賜之，其匣則火精劍匣也
北宋文人錢易所寫的《南部新書》記錄，建中年中，大林國貢火精劍。其國有山，方數百里，上出神鐵，以其有瘴毒，不可輕採取。若中國之有明君，此鐵自流出，煉之為劍，有光如電，切金玉如泥。以朽木磨之，則生煙燄；以金石擊之，則火光迸溢。德宗之將幸奉天，自攜火精劍，出於殿內，遂以劍斫檻上鐵狻猊，應手而碎。及乘輿遇夜，侍從皆見，上仗之，有數日光明。。

## 史料
- 《杜陽雜編》
- 《南部新書》
- 《珍珠船》
- 《格致鏡原》